# Anto Baotić
Anto Baotić (Kostrč, Orašje, 4. studenog 1944.), pisac.
Osnovnu školu pohađao u Tolisi i Orašju, a Srednju ekonomsku u Brčkom. Studij prava završio je na Pravnom fakultetu u Novom Sadu 1969. godine.
Djela: 
- "Svjedočenja zatočenika srpskih logora iz Posavine" (u suautorstvu s I. Ilićem, dokumentarna proza, 1995.),
- "Rat i život" (fotomonografija, Oraško-šamačka bojišnica 1992. – 1995, 1999.).

Tajnik Skupštine FBiH 2012-16.